# Державний природознавчий музей НАН України
Державний природознавчий музей Національної академії наук України  — один з найдавніших за науковими природничими фондами серед музеїв Європи, заснований меценатом-природознавцем, графом Володимиром Дідушицьким.

## Загальний опис
Музей складається з чотирьох наукових відділів. Відділ біо-систематики й еволюції охоплює три наукові лабораторії — Лабораторію еволюції та систематики викопних організмів, Лабораторію таксономічних і хорологічних досліджень та Лабораторію малакології. До цього відділу також належить Центр колективного користування приладами «Педобіологія» НАН України. Відділ ландшафтного та біотичного різноманіття також містить три наукові лабораторії — Лабораторію різноманіття й антропогенезу ґрунтів, Лабораторію фіторізноманіття та Лабораторію зоології хребетних. Відділ прикладної музеології об'єднує Лабораторію природничої музеології та Лабораторію науково-музейної комунікації й експозиції. Відділ музейного документування біоресурсів поєднує Лабораторію фітоценології та Лабораторію ентомології.
Станом на 2021 рік, у музеї працювало 27 наукових співробітників, із них 24 кандидати і 3 доктори наук. За весь час існування музею (з 1870 року) ними оприлюднено більше 60 монографій, 36 томів наукового збірника «Наукові записки Державного природознавчого музею», більше 30 тематичних збірників наукових праць та інших наукових та науково-популярних видань. В доробку науковців музею понад 1600 опублікованих наукових статей, зокрема й у високорейтингових іноземних наукових часописах. Музей було визнано найкращим за підсумками досліджень наукової та науково-організаційної діяльності установ Відділення загальної біології НАН України за проміжок 2006—2015 років.
Музей є одним з найвідвідуваніших серед музеїв міста Львова, і вирізняється сучасною організацією виставок. 2012 року, музей став переможцем проєкту «Динамічний музей» та отримав грант у розмірі 10 млн грн. на розвиток терміном на 3 роки від благодійного фонду «Розвиток України» Ріната Ахметова. Експозиційні площі музею налічують 1,2 тис. кв. м, однак з огляду на брак фінансування, лише незначна частина із них на сьогодні (2020-і) доступна відвідувачам.
Музей видає «Наукові записки Державного природознавчого музею».

## Історія заснування
Музей заснований графом Володимиром Дідушицьким, благодійником, природознавцем (1825—1899). Дитячі та юнацькі роки юного графа пройшли у Поторицях та Львові. Відомо, що серед перших вчителів майбутнього природничника був відомий географ і етнограф, літератор і громадський діяч Вінцент Поль (1807—1872). Від свого наставника В. Дідушицький перейняв розуміння цілісного поєднання усіх складових природничого устрою, охоплюючи людину в контексті її довкілля.

## Будівлі музею
У володінні музею у Львові перебувають два основні приміщення — на вулиці Театральній та вулиці Судовій. Головний корпус музею — пам'ятка архітектури XIX століття. Головна будівля природознавчого музею є виразним прикладом раннього неокласицизму початку XIX століття в архітектурному ансамблі центральної частини міста Львова.
Початково місце головного корпусу музею на вулиці Театральній посідали три будинки зі старими конскрипційними номерами 67, 68 і 69. Насправді вони були тильними сторонами трьох кам'яниць вулиці Краківської і відповідали сучасним номерам 5, 7 і 9. 1527 року у броварі в будинку з давнім конскрипційним номером 69 (новий конскрипційний номер — 30) сталась пожежа, яка перекинулась на інші будинки і зрештою знищила майже все місто. Це одна з найвідоміших пожеж в історії Львова.
Надалі на цих ділянках розміщувались нові будинки, які неодноразово змінювали власника. Один з них свого часу належав цехові пекарів, через що у XVII-XVIII століттях звався «Кам'яницею пекарською». Деякі ділянки були незабудовані. 1793 року будинок із прилеглими ділянками придбав інспектор міського будівництва архітектор П'єр Дені Ґібо. Він спорудив новий дім, який через три роки продав. Пізніше дім неодноразово змінював власників через спадкування та продажі. На початку 1847 року сюди перенесено міське казино. Під час революційних подій у Львові 1848 року кам'яниця згоріла і ще того ж року розпочато її відбудову. Граф Володимир Дідушицький придбав будівлю 12 грудня 1868 року у львівського банкіра А. Гаснера. Після відновлення та перебудови приміщень, у 1870 році граф Дідушицький визначив палац як сховище для родинних природничих та етнографічних колекцій. Незабаром музейна збірка була внесена до європейських та міжнародних музейних каталогів. Після відкриття експозиції у 1870 році, музей почав проводити екскурсії, а 13 серпня 1871 року розпочато облік відвідувачів через гостьову книгу. З 1873 року музей став відкритим для відвідувачів один день на тиждень. Проте, справжньою датою початку його привселюдної діяльності, прийнято все ж таки вважати відкриття для відвідування 1870 року.
У літературі поширеною є думка про спорудження будинку архітектором Вінцентом Равським старшим. Львівський дослідник Володимир Вуйцик ретельно дослідив історію будинку і дійшов висновку, що така прив'язка є безпідставною. Він однак не відкидає що пан Равський міг здійснити якусь із пізніших реконструкцій.
Будівля на вулиці Судовій є закритою для загальнодоступного відвідування і слугує фондосховищем та лабораторним корпусом. У цій споруді, розміщуються наукові колекції, зокрема гербарії, зібрання ґрунтів, палеонтологічні зібрання, тощо.

## Наукові колекції музею
Сучасна колекція музею утворена, здебільшого, на основі збирання Природничого музею імені Дідушицьких. Значною мірою, вона була доповнена природничими колекціями, що надійшли з Наукового товариства імені Т. Г. Шевченка. У музеї показується також чимало сучасних зібрань, які додалися за час його перебування у складі Національної академії наук України. Природничі колекції музею, які загалом становлять близько 400 тис. примірників, мають виняткове значення для світової науки. У музеї зберігаються колекції і окремі пам'ятки природи міжнародного значення, зокрема метеорити, бурштини з викопними комахами, експонати Старуньського комплексу, палеонтологічні колекції фанерозою, набір  ґрунтів, збірка опудал, тушок і рогів ссавців, опудал птахів і пташиних яєць, колекція тропічних жуків та метеликів, а також зібрання рослин, починаючи з середини XIX ст. Здебільшого вони мають винятково наукове значення, отже-й не представлені привселюдно. Наукові природничі фонди музею складаються з шести основних підрозділів: Палеонтологічного (охоплює Палеоботанічний та Палеозоологічний фонди), Геологічного, Ботанічного (містить Гербарій несудинних рослин та Гербарій судинних рослин), Зоологічного (охоплює Фонд безхребетних, Фонд хребетних, а також малакологічний та ентомологічний фонди) і Фонду ґрунтів. Колекції музею мають статус «Науковий об'єкт, що становить національне надбання».

## Експозиції музею
У 1995—2012 роках здійснювався капітальний ремонт головного корпусу музею, що знаходиться по вулиці Театральній. На цей час експозицію було демонтовано, а виставкова діяльність музею велася винятково за його межами. Зокрема, у 2011 році у Львівському історичному музеї відбулася виставка «Доля однієї ріки» котра була присвячена історії р. Полтви. Виставка була створена у межах голландсько-українського освітнього проєкту «Перші Проліски» за фінансової підтримки Програми МАТРА.
Перша після ремонту тимчасова виставка «Мандрівка в минуле» була відкрита 18 грудня 2012 року. Ця виставка була присвячена найціннішим експонатам музею – мамуту та волохатому носорогу, а також була покликана відтворити природничу історію та звичаї природокористування в околицях с. Старуня Івано-Франківської області. 2013 року, відвідувачі мали можливість оглянути виставку «Нічого не вирішено» (відбувалася з 14 вересня по 1 грудня 2013 року). Ця виставка Клауса Штека, президента Берлінської академії мистецтв, була присвячена загальним питанням охорони природи. Починаючи з 23 березня 2014 року діє виставка «Мистецтво виживання». Після цього у музеї сталася низка інших виставок і перформансів, зокрема «Культивовані Культури», «Переосмислення: вчимося у природи», «Пташина писанка» та «Дендроформи», які мали різну тривалість та напрямленість. 
У 2019 році відкрилась виставка «Льодовикова епоха: Повернення мамута до Львова». Це перша частина нової постійної експозиції «Симфонія життя». Відвідувачі мають змогу ознайомитися зі зразками з унікальної Старунської колекції – мамутом та волохатим носорогом. У музеї для найменших відвідувачів працює інтерактивний дитячий майданчик.

## Назви музею
- 1870—1893 — Музей імені Дідушицьких;
- 1893—1939 — Природничий музей імені Дідушицьких;
- 1940—1951 — Науково-природознавчий музей Академії Наук УРСР;
- 1951—1954 — Науково-природознавчий музей Інституту агробіології Львівської філії Академії Наук УРСР;
- 1954—1956 — Науково-природознавчий музей Львівської філії Академії Наук УРСР;
- 1956—1963 — Львівський науково-природознавчий музей Академії Наук УРСР;
- 1963—1965 — Львівський науково-природознавчий музей;
- 1965—1969 — Державний природознавчий музей УРСР;
- 1969—1991 — Державний природознавчий музей Академії Наук УРСР;
- 1991—1994 — Державний природознавчий музей Академії Наук України;
- від 1994 року — Державний природознавчий музей Національної Академії Наук України.

## Пам'ятки природи світового значення, що зберігаються в музеї
- унікальні експонати мамута і волохатого носорога з озокеритових копалень Старуні (Івано-Франківська область), метеорити (Пултуськ), бурштини з включеннями (Гданськ);
- палеозоологічні колекції (від кембрійського до четвертинного періоду);
- палеоботанічні колекції (від девону до неогену)[4];
- колекції порід і мінералів (від докембрію до четвертинного періоду);
- еталонні систематичні колекції ґрунтової мікрофауни і мезофауни;
- колекція молюсків України і прилеглих територій (історична основа — колекція Й. Бонковського)[5];
- колекції 15 рядів регіональної і тропічної ентомофауни, а також плейстоценових комах (Сучасний міжнародний акронім — SMNHL, раніше — DMLU);
- колекції риб, земноводних, плазунів, птахів (опудала, тушки і яйця), серед яких одна з найбільших в Європі унікальна колекція альбіносів і меланістів, та ссавців (опудала, тушки, черепи і роги);
- повні зібрання мохоподібних України, Кавказу і Середньої Азії (Міжнародний акронім — LWD);
- гербарій судинних рослин (Міжнародний акронім — LWS).

## Директори музею
- 1870—1899 — В. Дідушицький;
- 1899—1905 — Т. Дідушицький;
- 1905—1915 — д-р Маріан Ломницький;
- 1915—1931 — д-р Ярослав Ломницький;
- 1931—1939 — д-р Ян Кінель;
- 1940—1941 — д.г.-м.н. Ю. І. Полянський;
- 1944—1946 — I.I. (Ян) Кінель;
- 1946—1948 — д.б.н. П. П. Балабай;
- 1948—1951 — д.б.н. Г. В. Козій;
- 1951—1953 — д.г.-м.н. С. І. Пастернак;
- 1953—1954 — д.б.н. В. Г. Хржановський;
- 1955—1958 — д.б.н. К. А. Татаринов;
- 1958—1963 — к.б.н. М. І. Черкащенко;
- 1963—1969 — М. Н. Тищенко;
- 1969—1970 — д.б.н. К. А. Малиновський;
- 1970—1974 — д.б.н. М. А. Голубець;
- 1974—1987 — к.б.н. М. І. Сергієнко;
- 1987—2018 — д.б.н. Ю. М. Чернобай;
- з 2018 — к.б.н. Т. П. Яницький.

## Науковці музею

### Дійсні співробітники, доктори наук
- Олександр Климишин — еколог, ботанік, музеолог;
- Андрій Бокотей — зоолог, орнітолог;
- Ігор Капрусь — зоолог.

### Дійсні співробітники, кандидати наук
- Христина Архіпова — зоолог;
- Оксана Вовк — ґрунтознавець;
- Віктор Войчишин — еколог;
- Сергій Глотов — ентомолог;
- Роман Годунько — ентомолог;
- Роман Гураль — зоолог, малаколог;
- Ніна Гураль-Сверлова — зоолог, малаколог;
- Габріел Гуштан — зоолог, еколог;
- Катерина Гуштан — зоолог, еколог;
- Катерина Данилюк — ботанік;
- Наталія Дзюбенко — орнітолог, музеолог;
- Ірина Коновалова — ентомолог;
- Олександр Кузярін — ботанік;
- Андрій Новіков — ботанік;
- Олег Орлов — ґрунтознавець;
- Богдан Проць — еколог, ботанік;
- Марина Рагуліна — бріолог;
- Володимир Різун — зоолог, ентомолог;
- Анастасія Савицька — бріолог;
- Ганна Середюк — зоолог;
- Юрій Струс — зоолог, орнітолог;
- Андрій Сусуловський — зоолог;
- Наталія Черемних — зоолог;
- Юлія Шрубович — зоолог;
- Тарас Яницький — зоолог, ентомолог, директор.

### Колишні співробітники
- Іван Вайнагій — ботанік;
- Юрій Чернобай — еколог, музеєзнавець;
- Іван Загайкевич — зоолог, ентомолог;
- Андрій Малиновський — ботанік, еколог;
- Лідія Тасєнкевич — ботанік, флорист.